# Gymnopogon spicatus
Gymnopogon spicatus là một loài thực vật có hoa trong họ Hòa thảo. Loài này được (Spreng.) Kuntze mô tả khoa học đầu tiên năm 1891.